# Zum Gegeißelten Heiland (Bärnau)

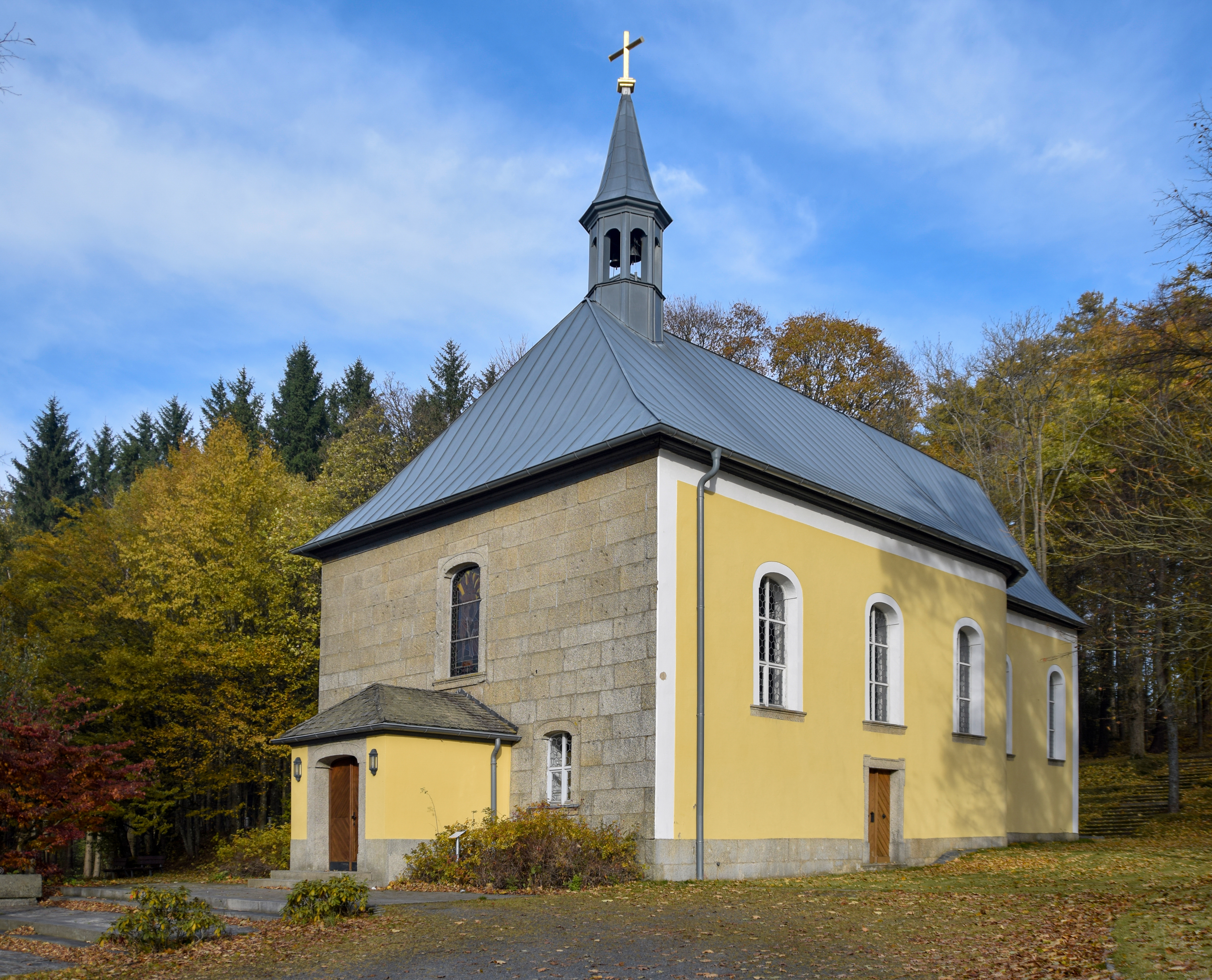
Die Wallfahrtskirche Zum Gegeißelten Heiland im Oktober 2021

Die denkmalgeschützte römisch-katholische Wallfahrtskirche Zum Gegeißelten Heiland, auch Steinbergkirche genannt, liegt nordöstlich der Oberpfälzer Stadt Bärnau am Steinberg an der Goldenen Straße nach Böhmen.

## Geschichte
1756 hat der Hufschmied Ulrich Kräftiger hier eine hölzerne Kapelle mit einem Bild zu Ehren des gegeißelten Heilands („Christi Flagellati“) errichten lassen. Bald schon ist für die Kirche so viel Geld geopfert worden, dass das Bistum Regensburg 1768 den Bau einer „schönen Kirche von massiver dauerhafter Mauer von 60 Schuh in der Länge und 30 Schuh in der Breite“ befürworten konnte. Der Stadtpfarrer Jakob Anton Weinig erhielt die Vollmacht, die 1763–1768 vom Baumeister Thomas Mühlmayer errichtete Kirche am 1. März 1774 am Walpurgisfest einweihen zu dürfen. 1818/19 wurde der Abhang, der auf der Seite des Hochaltars an die Kirche gegrenzt hatte, um 10 m abgetragen und der vordere Teil der Kirche erweitert.
Ein in der Kirche vorhandenes Gemälde zeigt eine vom Bärnauer Stadttor zum Steinberg führende Prozession. Die darauf dargestellten Pilger schauen nach links und sehen folgende Inschrift: „Diese Wallfahrtskirche, ist von Handwerk der Wagner, und Schmid gegründet worden. den 10. Juni 1772. anno 1860 ließ Anton Schmidmeister dieses Bild wieder Erneuern.“ Neben dem gegeißelten Heiland sieht man darauf Zunftzeichen und an einem Tisch sitzend den Stifter und drei weitere Zunftmitglieder. Oben auf den Berg steht noch das inzwischen abgekommene Zollhaus.
1787 beantragte der Stadtpfarrer Weinig bei dem Ordinariat in Regensburg die Verlegung der Wallfahrt von Heiligen (heute Světce 1) bei Tachau zum näher gelegenen Steinberg. Hintergrund war, dass die Bärnauer Bürger nach dem Stadtbrand von 1685 gelobt hatten, alljährlich am Fest des hl. Johannes des Täufers (24. Juni) eine Wallfahrt zu den Vierzehn Nothelfern im Paulanerkloster in Heiligen bei Tachau zu unternehmen. Nun hatte aber Kaiser Joseph II. die Schließung des Paulanerklosters in Heiligen veranlasst. Zudem gab es das Verbot, Wallfahrten außer Landes sowie auswärtige Übernachtungen zu unternehmen. Der Bitte konnte vom Ordinariat entsprochen werden und damals begann die Wallfahrtstradition zum Steinberg.
1820 wurde das erste Steinbergfest mit einem vollkommenen Ablass gefeiert. Pfarrer Johann Michael Zeidler hatte beim Bischöflichen Ordinariat (mit Bitte um Weiterleitung nach Rom) um einen vollkommenen Ablass und einen unvollkommenen von mehreren Quadragenen angesucht. Gewährt wurde ein vollkommener Ablass „ad tempora perpetua“ (auf ewige Zeiten). Die Genehmigungsbulle des Papstes Pius VII. datiert vom 31. März 1820. Die Bewilligung zur Publikation durch das Bischöfliche Ordinariat folgte am 14. Juni 1820. Die Taxe betrug 8 fl 45 kr. Dies führte aber zu einer Auseinandersetzung mit dem Landgericht Tirschenreuth, das der Meinung war, dass Wallfahrten nur durch die Regierung erlaubt werden können. Die königliche Regierung des Obermainkreises erlaubte zwar die Erteilung des Ablasses, verbot aber die öffentliche Prozession zum Steinberg. 1822 fand dennoch ein feierlicher Zug zur Kirche statt. 1823 wurde das Fest mit dem Geburtstag der Königin verbunden, „wenn auch früher als gewöhnlich“. Die Folge war ein Verweis durch die königliche Regierung des Obermainkreises an das Pfarramt und den Stadtmagistrat mit dem Hinweis, „daß alle Feierlichkeiten auf das Innere der Steinbergkirche zu beschränken (sind), und daß alle Feierlichkeiten außerhalb der Kirche zu unterlassen sind“. Heute finden das Steinbergfest und entsprechende Flurprozessionen jährlich statt. Unbekannt ist, ob noch ein vollkommener Ablass gewährt wird.

## Aussehen
Die Kirche ist ein weitgehend verputzter Massivbau, nur auf der Seite des vorgezogenen Westportals, bezeichnet mit „1765“, ist sie in Sichtmauerwerk gestaltet. Sie ist eine Saalkirche mit einem dreiseitig eingezogenem Chor mit zwei Jochen, einem Walmdach und einem Dachreiter im Westgiebel. Das Kirchenschiff besteht aus drei Jochen und einem Segmentanschluss zum Chor. Die Sakristei von 1818/19 liegt nördlich des Chores.
Zu der Wallfahrtskirche führen eine mächtige Baumallee und ein Kreuzweg aus dem Jahr 1768 mit 14 Stationen in Form von Granitstelen mit Blechreliefs.

## Ausstattung

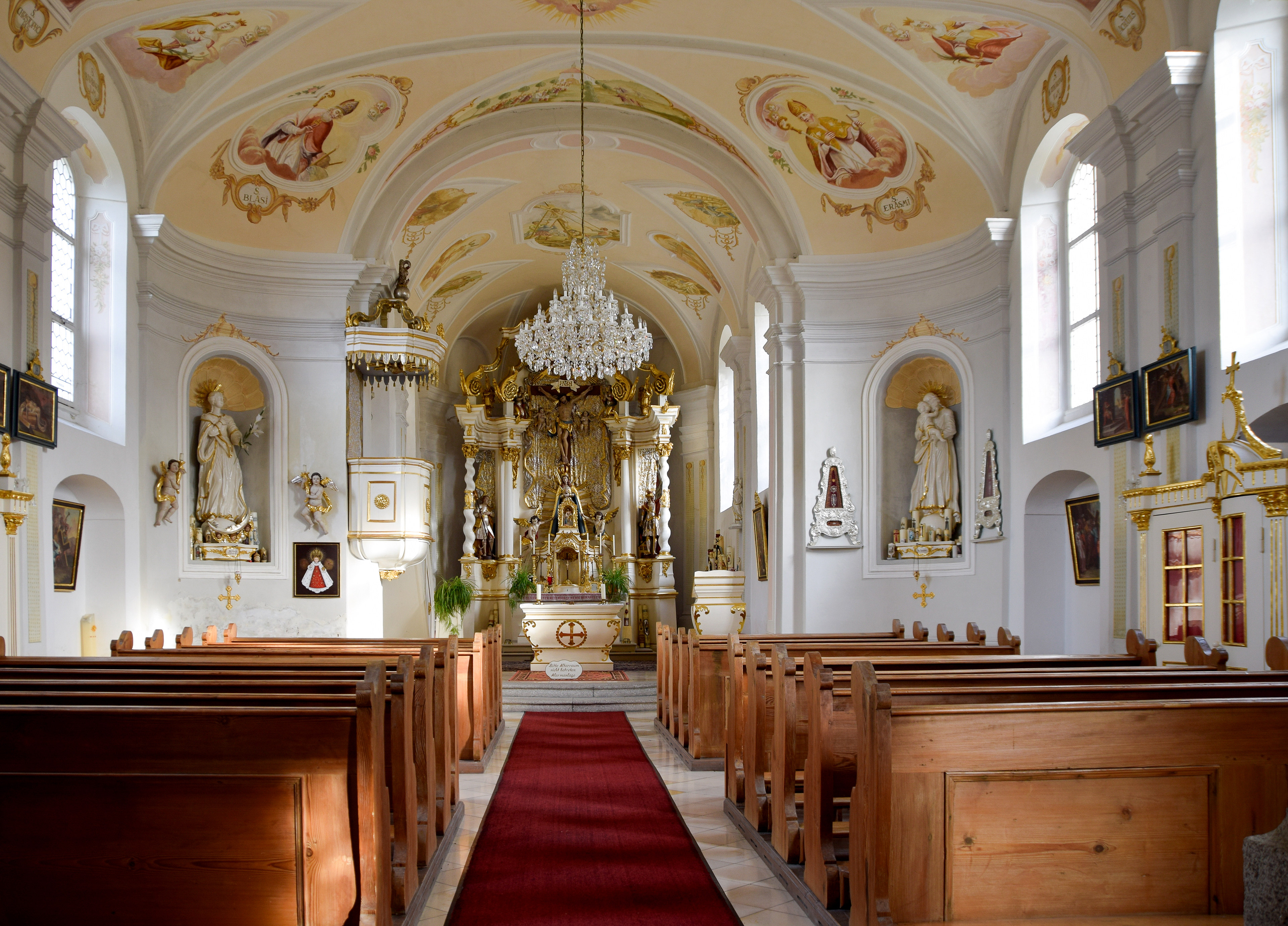
Das Innere der Kirche im Oktober 2021

Die Deckengemälde (1794) stammen von Jakob Hörl. Der Hochaltar aus der Rokokozeit ist in Schleifweiß und Gold gehalten. Er wird von vier Säulen getragen. Über der Mensa hängt im Zentrum des Altaraufbaus ein großes Kruzifix über der Figur der Mater Dolorosa (um 1790). In einer Nische über dem Tabernakel steht das um 1750 entstandene Gnadenbild. Es zeigt Christus an der Geißelsäule in einer Variante des Wiesheilands. Nach örtlicher Überlieferung soll die kleine Holzstatue durch einen österreichischen Schmiedegesellen nach Bärnau gebracht worden sein. Es wird sich wohl um eine Oberammergauer Schnitzarbeit handeln. Die Seitenfiguren von 1790 sind der Hl. Florian und der Hl. Wendelin. Außerdem wurde am Altar 1990 ein Prager Jesulein aufgestellt.
Die Kirche besitzt keine Seitenaltäre; die Figurennischen an ihrer Stelle sind mit der Maria Immaculata und dem Hl. Josef ausgestattet.
Über der Orgel (1989) mit ihrem barocken Orgelgehäuse ist die Stifterinschrift angebracht: „Johann Fischer von Naab hat die Kirche 1794 malen lassen“. Dieser hatte 60 fl zur Ausmalung mit den Vierzehn Nothelfern gespendet, die in einfachen Rokokorahmen dargestellt werden.